# 難病対策
日本における難病対策（-なんびょうたいさく）では、日本の難病行政の施策について述べる。
「症例が少なく原因不明、治療方法が確立しておらず、生活面で長期に支障をきたすおそれがある疾患」に対して行われる厚生労働省による施策。日本の行政施策上の難病対策は1972年の難病対策要綱に始まる。
事実上、臨床調査研究分野で指定された疾患のうち、特に、特定疾患に対して調査研究・保健・医療福祉の推進が成されているのが現状である。

## 歴史
- 1972年、厚生省が難病対策要綱を策定し、特定疾患治療研究事業などが開始される。
- 2006年、がん対策基本法が成立。
- 2015年、難病の患者に対する医療等に関する法律が施行される。

## 概観
事業は以下の5つの柱からなる。
- 調査研究の推進（難治性疾患克服研究事業・臨床調査研究分野）
- 医療施設の整備（重症難病患者拠点・協力病院設備）
- 地域における保健・医療福祉の充実･連携（難病特別対策推進事業など）
- QOLの向上を目指した福祉施策の推進（難病患者等居宅生活支援事業）
- このうち、診断基準が一応確立し、かつ難治度、重症度が高く、公費負担の方法をとらないと原因の究明、治療法の開発などに困難をきたすおそれのある疾患については医療費の自己負担の軽減対策（特定疾患治療研究事業・45疾患が対象）

ここでいう難治性疾患とは施策上の難病のこと
ちなみに、難治性疾患とは、一般にはいわゆる難病のことであり、社会通念上の「不治の病気」として医療水準や社会事情により変化するものであり、具体的に明確な定義はない。

### 難治性疾患克服研究事業・臨床研究調査分野
130疾患が対象。

### 重症難病患者拠点・協力病院設備
高度の医療を必要とする患者の受け入れなどの機能をになう。難病医療拠点病院は医療機関との連絡調整、各種相談応需、拠点・協力病院への入院要請、研修会開催の機能をもち連絡窓口を設置。難病医療協力病院は難病患者地域支援対策推進事業、難病患者の入院受け入れなどの機能をになう。

### 難病特別対策推進事業
地域における患者支援の内容として以下のようなものを実施。
- 患者の入院・在宅支援の円滑化と、行政との連携の強化円滑化のための事業。
- 難病相談・支援センター事業（実施主体：都道府県）
- 重症難病患者入院施設確保事業（実施主体：都道府県）
- 神経難病患者在宅医療支援事業（実施主体：都道府県）
- 難病患者認定適正化事業（実施主体：都道府県）
- 難治性疾患克服研究事業（実施主体：都道府県、保健所・政令市、特別区）

### 難病患者等居宅生活支援事業
難病患者対象の福祉サービス
- 難病患者等ホームヘルプサービス事業（市町村（特別区を含む）事業）
- 難病患者等短期入所事業(原則として7日以内)(市町村(特別区を含む)事業)
- 難病患者等日常生活用具給付事業（市町村（特別区を含む）事業）
- 難病患者等ホームヘルパー養成研修事業（都道府県・指定都市事業）

関節リウマチの患者も利用するので難病患者等となっている。

### 特定疾患治療研究事業
臨床調査研究分野130疾患のうち、56疾患。
診断基準が一応確立し、かつ難治度、重症度が高く、公費負担の方法をとらないと原因の究明、治療法の開発などに困難をきたすおそれのある疾患については医療費の自己負担の軽減対策。治療にかかった費用の一部を国が助成。

### 在宅人工呼吸器使用特定疾患患者訪問看護治療研究事業
特定疾患56疾患の一部を対象。